# Vlhké kontinentální podnebí

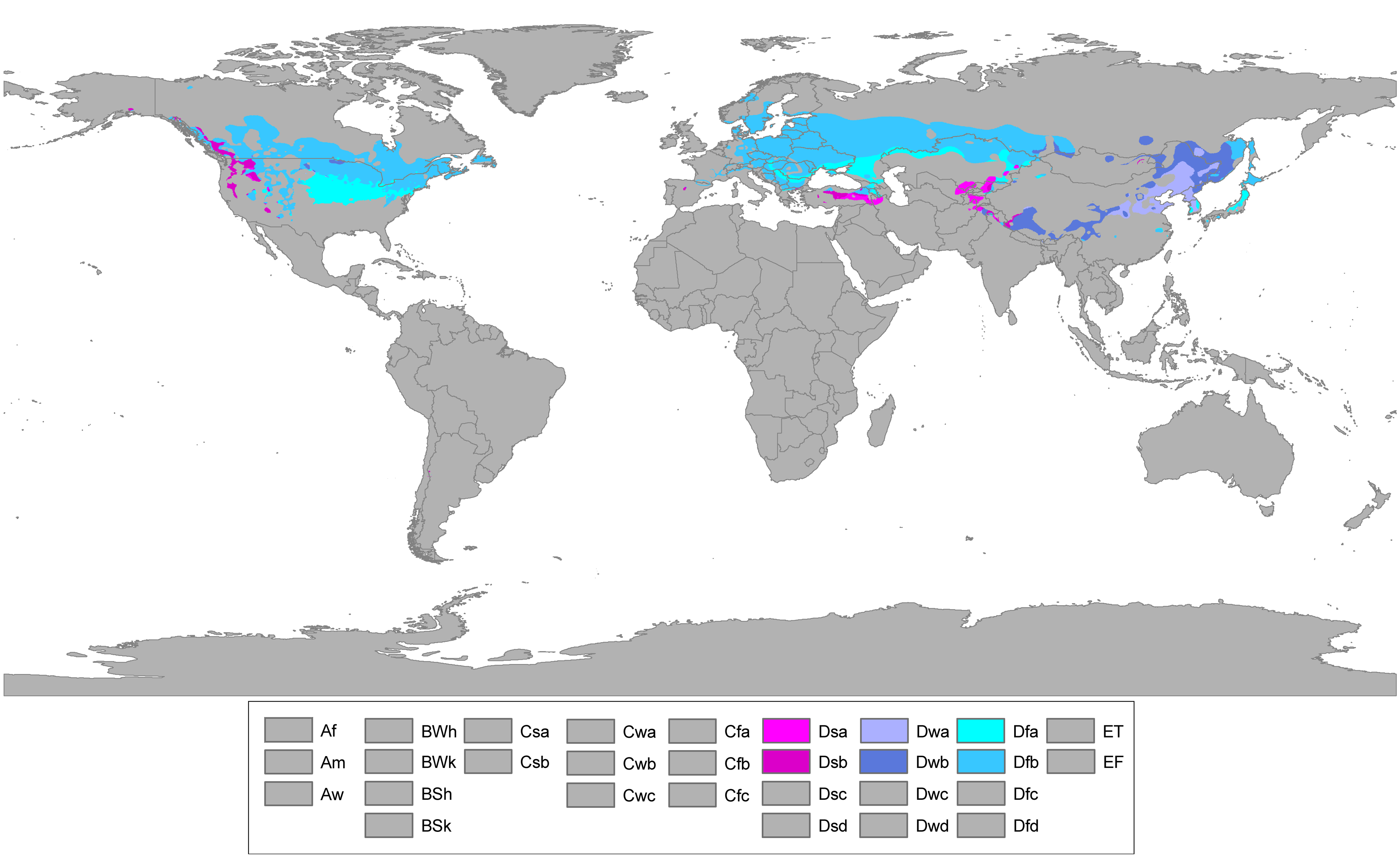
Mapa kontinentálního podnebí

Vlhké kontinentální podnebí má podle Köppenovy klasifikace podnebí horká léta a studené zimy. Ve všech místech tohoto podnebí v zimním období sněží a sněhová pokrývka se udrží alespoň několik dní. V místech s větším množstvím zimního sněženích bývá doba sněhové pokrývky delší. V létě nejvíc srážek spadne při bouřkách nebo vytrvalejších deštích. Vlhké kontinentální podnebí se vyskytuje od 40° severní šířky až po severní polární kruh. Na jižní polokouli je vlhké počasí vzácnější. Základní kritéria k zařazení do některého z typů podnebí jsou: průměrná měsíční teplota nejstudenějšího měsíce padá pod 0 °C nebo −3 °C (na přesné hodnotě se klimatologové neshodují), v letních měsících by měly naopak alespoň 4 měsíce být s průměrnou teplotou nad 10 °C. Zároveň průměrná roční teplota je vyšší než 0 °C. Toto podnebí se rozděluje podle letní teploty na více podtypů. Úhrn srážek za rok bývá od 300 mm do 1000 mm. Podnebí je rozděleno na teplejší a studenější verze s podtypy rozlišenými písmeny: Dfa a Dfb s rovnoměrnými srážkami po celý rok, Dwa a Dwb s velmi deštivým létem (oblasti s letními monzuny) a suchou zimou, Dsa a Dsb s sušším létem a vlhkou zimou.

## Teplejší verze (Dsa, Dfa, Dwa)

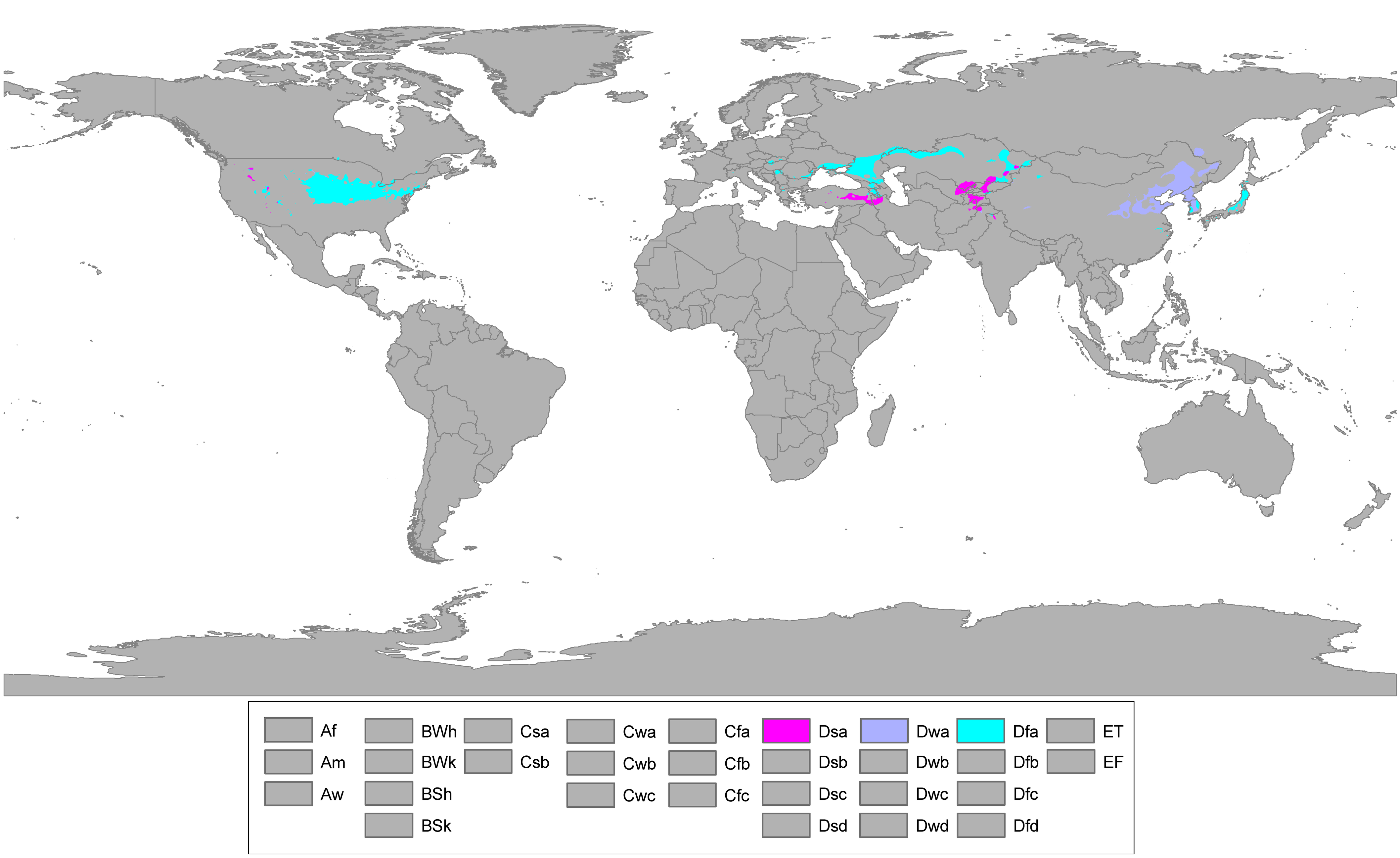

Průměrná teplota nejteplejšího měsíce přesahuje 22 °C. Průměrné odpolední teploty v létě jsou okolo 32 °C. Nejstudenější měsíc má průměrnou teplotu pod 0 °C nebo −3 °C (každý klimatolog to posuzuje jinak). Dělí se na další 3 podtypy.

### Dfa
Srážky jsou rovnoměrně rozložené po celý rok. Nejvyšší teploty v létě obvykle dosahují 30 °C až 40 °C. Nejsilnější zimní mrazy bývají mezi −10 °C až −25 °C, v závislosti na kontinentálnosti podnebí.

### Dsa
Nejvíce srážek napadá v zimě nebo na jaře a pokud v létě prší, tak téměř výhradně při bouřkách. Nejsilnější mrazy na většině míst dosahují −5 °C až −20 °C. Léta jsou horká, suchá a slunečná s velkou amplitudou denní teploty (nad 15 °C), v zimě se ale rozdíly mezi denní a noční teplotou zmenšují z důvodu vyšší oblačnosti. Nejvyšší letní teploty většinou přesahují 35 °C a mohou dosahovat až hodnot okolo 40 °C.

### Dwa
Vyskytuje se téměř výhradně jen v severovýchodní Číně. Většina srážek v létě spadne při bouřkách nebo středně silném dešti. Zatímco léta mohou být hodně deštivá a oblačná, zimy bývají slunečné a suché, což vede k silným a vytrvalým mrazům. Na některých místech v nejsušším zimním měsíci nemusí vůbec sněžit (déšť je v zimě extrémně vzácný vzhledem k velkým a vytrvalým mrazům). Nejvyšší letní teploty dosahují zpravidla 30 °C až 35 °C. Nejsilnější zimní mrazy klesají od −10 °C (většinou na pobřeží) do −35 °C (vnitrozemské lokality).

## Studenější verze (Dsb, Dwb, Dfb)

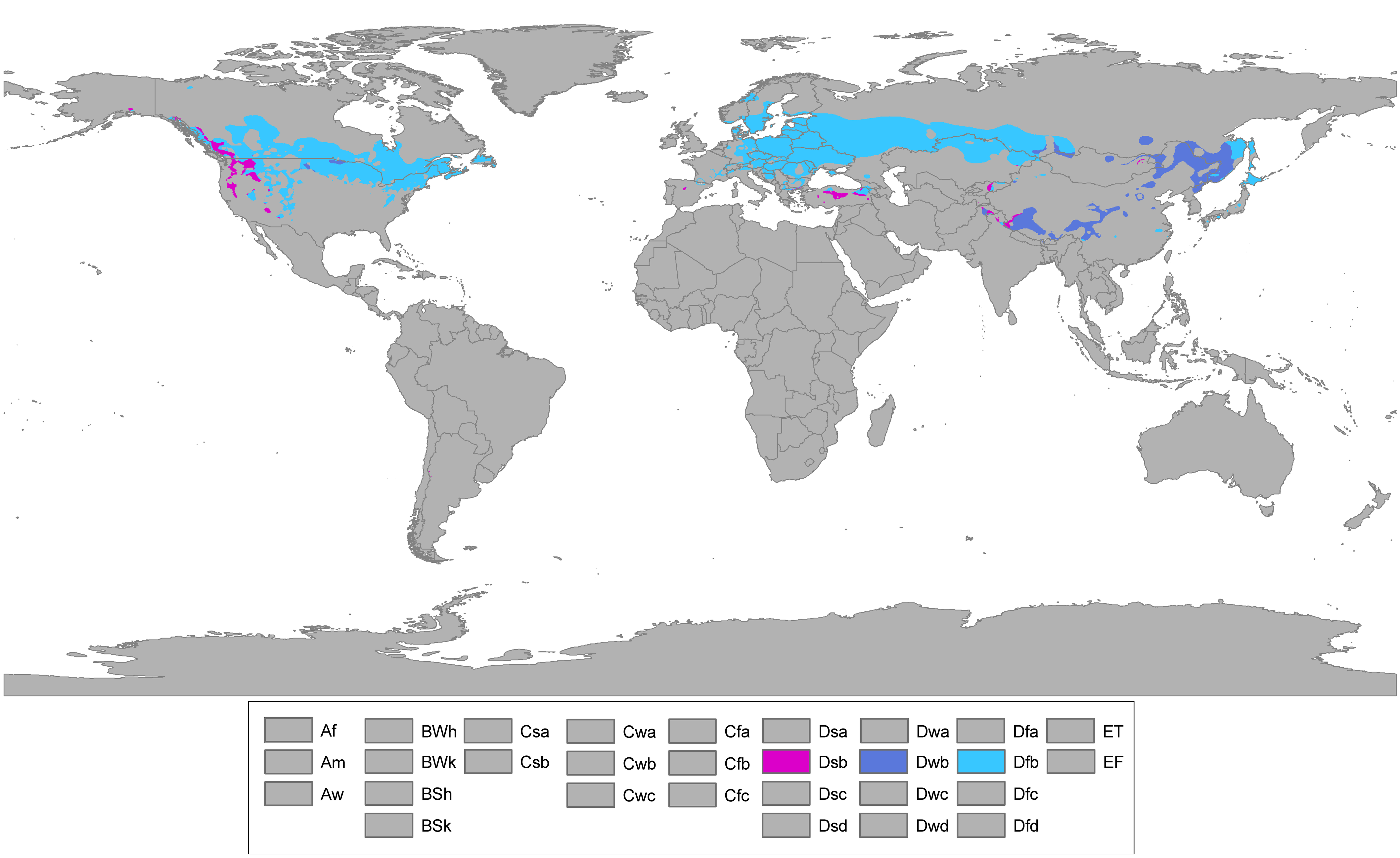

Chladnější podnebí je dáno především posunem směrem dál od rovníku. Průměrná teplota nejteplejších měsíců nepřesahuje 22 °C a alespoň jeden měsíc má průměrnou teplotu (není přesně definováno) nižší než 0 °C nebo −3 °C. Průměrná odpolední teplota bývá mezi 21 °C až 28 °C. Oproti teplejší verzi má také méně srážek a delší zimy. Na jižní polokouli se nachází jen vzácně, a to v Jižních Andách, v Jižních Alpách na Novém Zélandu a v Sněžných horách v jihovýchodní Austrálii.

### Dfb
Nejběžnější podnebí v Česku. Srážky už nejsou tak rovnoměrně rozložené po celý rok, hlavně kvůli chladnějším zimám celkově napadá méně srážek v zimě než v létě, ale zase v zimě jsou srážky rovnoměrněji rozložené, zatímco v létě spíše jednou za čas po delším suchu dorazí bouřka s velmi silným deštěm nebo dlouhodobější déšť. Nejvyšší letní teploty se obvykle pohybují okolo 30 °C a nejsilnější mrazy jsou v závislosti na kontinentálnosti a zeměpisné poloze od −10 °C do −35 °C.

### Dsb
Má výrazně sušší léto oproti zbytku roku. Vyskytuje se hlavně na západě Kanady a ve vnitrozemském Turecku. Zatímco na západě Kanady v létě spadne drtivá většina srážek při lehkém dešti a nejvíce srážek je v zimě, tak v Turecku v letním období spadne při bouřkách nebo středně silném dešti v dost vyrovnaném poměru a nejvíce srážek spadne na jaře. Nejvyšší letní teploty jsou typicky mezi 30 °C až 40 °C a nejsilnější mrazy běžně dosahují −10 °C až −15 °C. Amplituda denní teploty je v létě mnohem vyšší než v zimě kvůli menší oblačnosti v létě.

### Dwb
Má suché zimy, a proto také silné mrazy mohou dosahovat až −30 °C. Nejvyšší letní teploty se pohybují okolo 30 °C. Většina srážek v létě napadá při lehkém ale velmi častém dešti, bouřky se vyskytují řídce. Tento popis se týká jen podnebí Dwb v Rusku v Přímořském kraji.

## Galerie

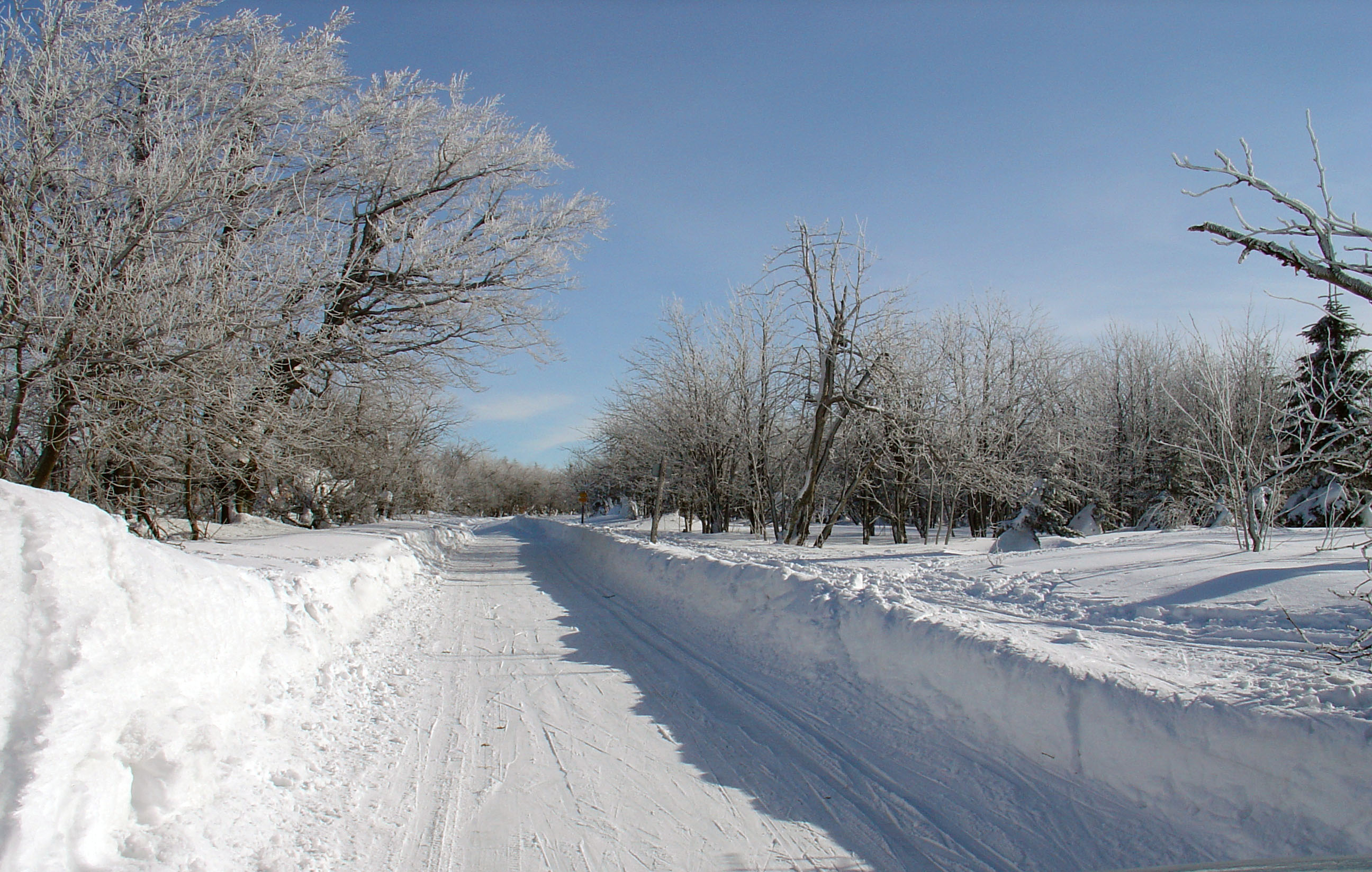
Sněhová pokrývka bývá dlouhodobá a může být i dost vysoká.
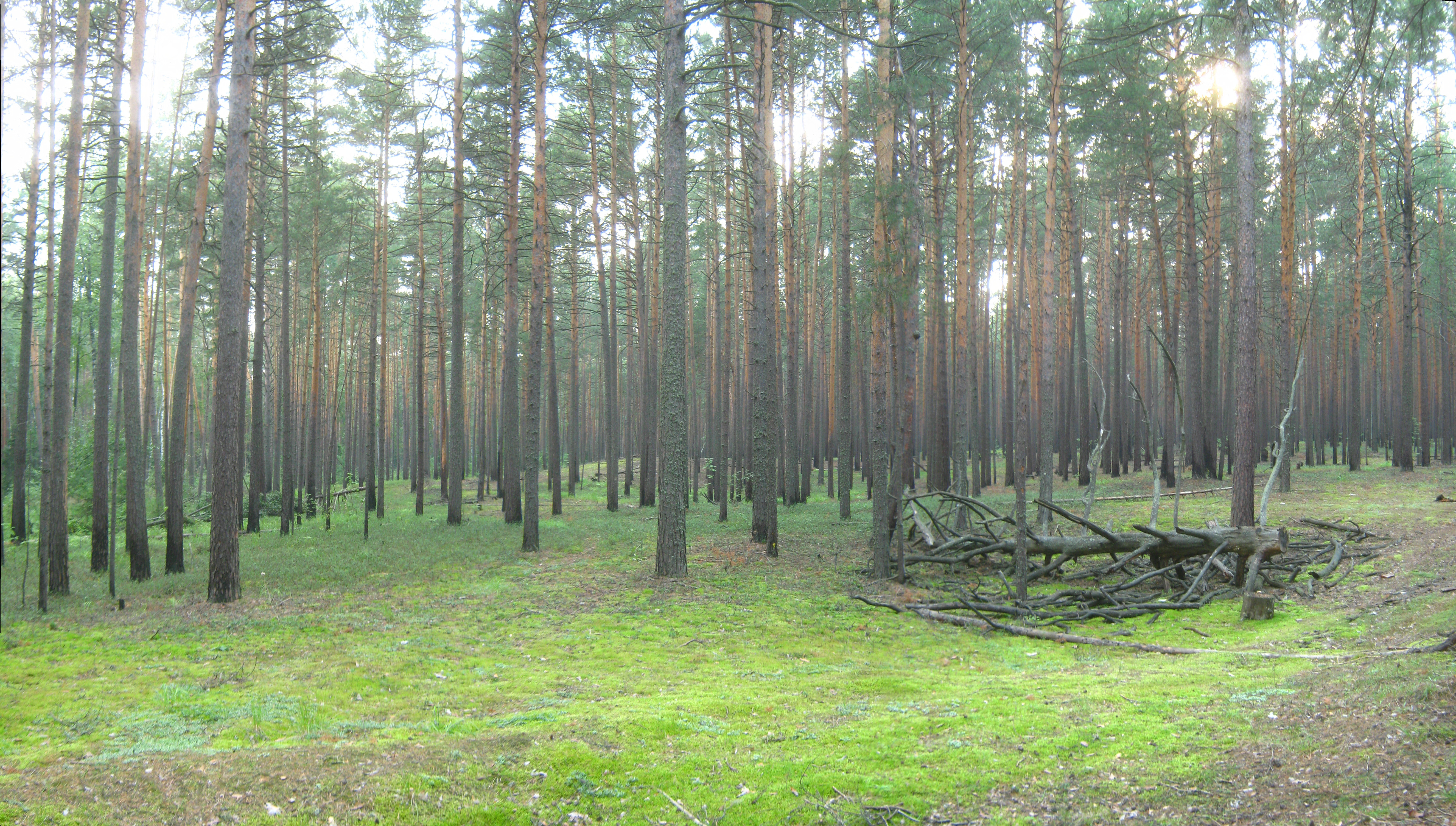
Borovicový les v Rusku
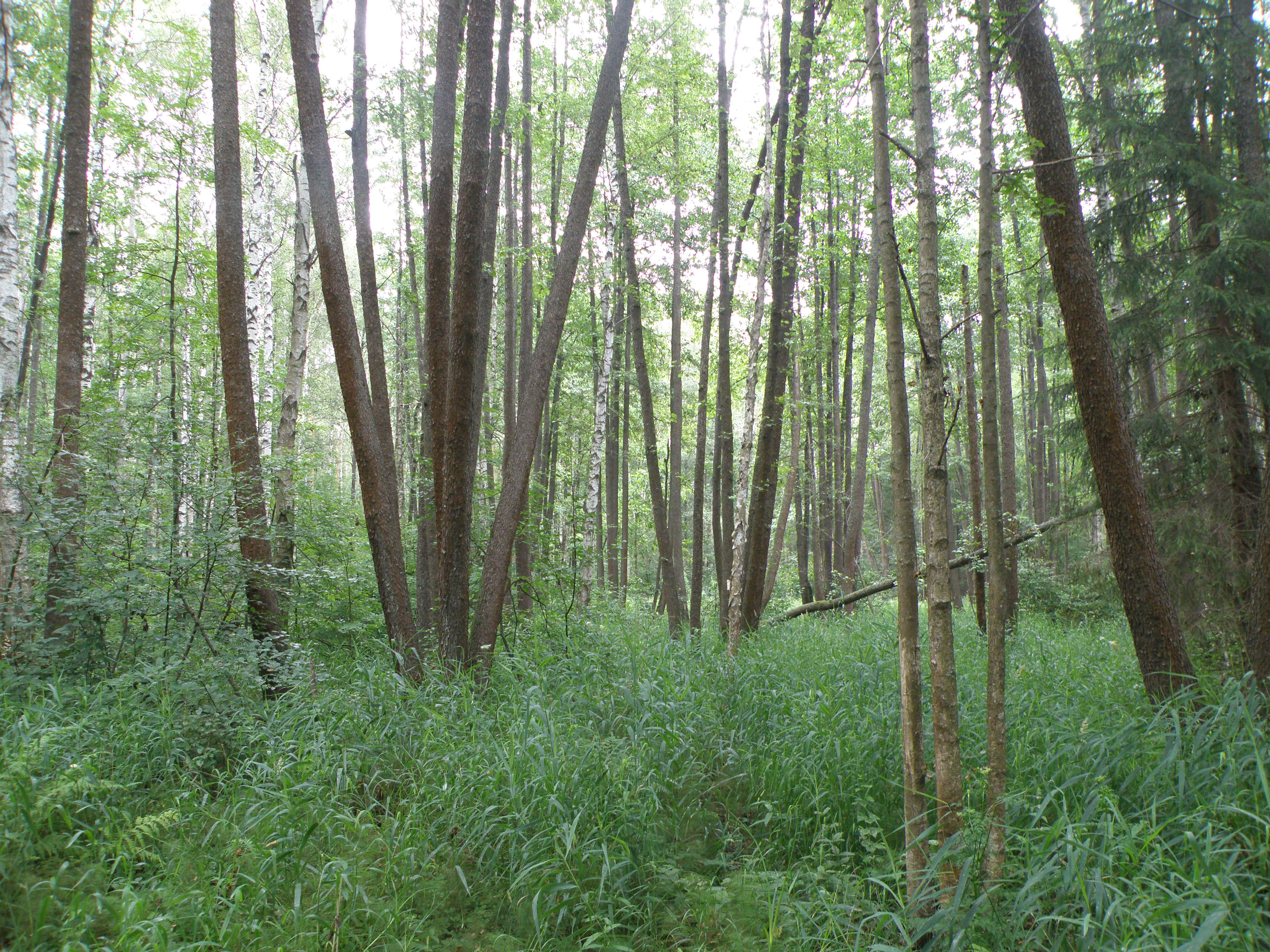
Listnatý opadavý les je zde nejčastější.
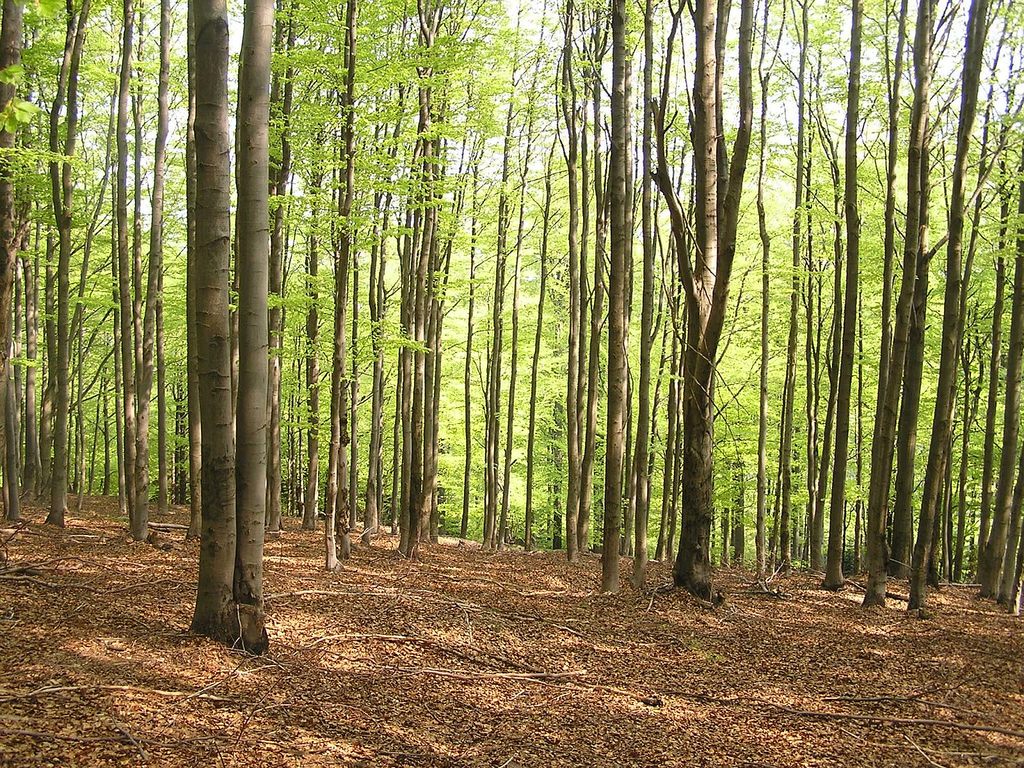
Bukový les